# Вейник, Альберт Иозефович
Альбе́рт-Ви́ктор Ио́зефович Ве́йник (3 октября 1919, Ташкент — 24 ноября 1996, Минск) — советский теплофизик. Член-корреспондент Академии наук Белорусской ССР (1956), доктор технических наук (1953), профессор (1955). Известен как один из основоположников теории тепломассопереноса и теплофизики литья, а также как автор непризнанной научным сообществом теории термодинамики реальных процессов (ТРП).

## Биография
Альберт-Виктор Вейник родился 3 октября 1919 года в Ташкенте. Интересно, что в его свидетельстве о рождении было записано Виктор-Альберт, но большую часть жизни из двух этих равноценных имён чаще использовалось именно Альберт, а инициалы в печатных работах разного времени — «А. И.», «А.-В. И.», или «В. И.», после принятия православия с именем Виктор в 1992 году.
Отец Альберта — Вейник Юзеф Антонович (1892—1980), по национальности словенец, бывший военнопленный первой мировой войны, в разные годы работал механиком, мотогонщиком, артистом Московского циркового объединения. Мать — Вейник (урождённая Стыврина) Генуефа Винцентьевна (1901—1985), латышка (Латвия, Даугавпилс), в детстве переехала в Среднюю Азию с семьёй в ходе столыпинской аграрной реформы.
В 1937 году, после окончания средней школы, А. Вейник переезжает из Ташкента в Москву. Здесь он поступает сначала в Московский авиационный институт, а по окончании двух курсов переводится на третий курс Московского авиационного технологического института (МАТИ), который заканчивает в 1944 году, получив квалификацию инженера-технолога авиамоторостроения и защитив диплом на тему «Испытание одноцилиндровой экспериментальной установки для исследования вопроса об охлаждении выхлопных клапанов авиадвигателей». По окончании института он рекомендован в аспирантуру, где продолжает обучение на кафедре теплотехники МАТИ.

### Семья
С 1944 года по 1950 год А. И. Вейник был женат на Орловой Татьяне Николаевне. 27 июля 1945 года у них родился сын Виктор.
Второй брак, в 1958 году, состоялся с Сытиной Верой Владимировной. 27 июля 1959 у них родился сын Виталий, а 1 октября 1961 сын Александр. При вторых родах жена умерла.

## Научная деятельность
В 1947 году А. Вейник защитил кандидатскую диссертацию «Нагрев и охлаждение твёрдых тел», в 1950—1954 годах — доцент МАТИ по кафедре «Авиационные двигатели и теплотехника», в 1954—1957 годах — профессор кафедры физики Московского технологического института пищевой промышленности (МТИПП).
В 1953 году стал доктором технических наук, защитив диссертацию «Тепловые основы теории литья» в Учёном совете МВТУ им. Н. Э. Баумана.
В 1956 году был избран членом-корреспондентом Академии наук Белорусской ССР по отделению физико-математических и технических наук, после чего переехал в Минск.
В 1957—1969 годах — заведующий кафедрой теоретических основ теплотехники Белорусского политехнического института. Одновременно, в 1956—1963 годах — заведующий лабораторией «Теплофизика и атомная энергетика» Института энергетики АН БССР, а с 1958 года — заведующий лабораторией «Промышленная теплофизика» того же института.
В 1963—1990 годах — заведующий лабораторией «Физика контактных явлений» Физико-технического института АН БССР. В 1990 году возвращается в Институт энергетики АН БССР в качестве главного научного сотрудника и заведующего лабораторией «Теплофизика и атомная энергетика», где работает на общественных началах до конца своей жизни.

### Основные результаты
Разработал основы тепловой теории литья и теплообмена применительно к телам сложной формы. Создал методы расчёта процессов затвердевания металла при литье под давлением, центробежном литье, литье намораживанием. Разработал обобщённую термодинамическую теорию, объединяющую термодинамику необратимых процессов, классическую термодинамику, тепломассообмен.

### Научные труды
- Вышло в свет 23 монографии, из которых 5 переизданы в Англии, Израиле, Китае, США, Японии.
- Вышло в свет с соавторами — 6 книг.
- Издано под его редакцией 7 сборников статей.
- Опубликовано более 150 статей.
- Сделано 55 изобретений.

Основные книги:
Тепловые основы теории литья. М.: Машгиз, 1953.
Теория затвердевания отливки. М.: Машгиз, 1960.
Литьё намораживанием. Минск: Высшая школа, 1964.
Техническая термодинамика и основы теплопередачи. 2 изд. М.: Металлургия, 1965.
Термодинамика. 3 изд. Минск: Вышэйшая школа, 1968.
Комплексное определение хронофизических свойств материалов. Минск: Навука i тэхніка, 1992 (совм. с C. Ф. Комликом).

## Другие направления деятельности
Главной неакадемической, не признанной научным сообществом работой А. Вейника стало создание так называемой термодинамики реальных процессов (ТРП). Её основные положения сформулированы в книге, вышедшей в 1991 году, среди рецензентов которой был академик АН БССР Г. А. Анисович. В монографии приводится нетрадиционное определение пространства и времени (считая время объектом), а также способы управления ими. Исходя из мысли, что абсолютно всё материально, Вейник пришёл к выводу, что время («хрональное вещество») и пространство («метрическое вещество») имеют своих носителей — «хронон» и «метриант» (или «метриор»), соответственно. Причём хрононы относятся к лептонам, в миллионы и миллиарды раз меньше электрона и имеют высокую проникающую способность. Описаны устройства, работа которых, по мнению автора, нарушает второй закон термодинамики Клаузиуса, третий закон механики Ньютона и закон сохранения количества движения. Делается попытка объяснения физического механизма так называемых аномальных явлений (полтергейст, НЛО и т. п.). В книге утверждается, что все описанные явления — некий единый феномен, порождаемый сверхтонким миром, который проникает в нас и манипулирует нашими сознанием и здоровьем.
В 1992 году А. И. Вейник крестился в православие, после чего в значительной части переключился на изучение особенностей взаимодействия материального и духовного миров.
Последние годы жизни работал над книгой о «тонких мирах» и их управлении биоорганизмами, понимая под этим биосферу Земли.
Некоторые публикации по Термодинамике реальных процессов (ТРП)
- Падут тайны веков?: интервью // Социалистическая индустрия. — 1987. — 7 июня.
- Науку развивать молодым! // Знамя юности. — 1988. — 29 июля.
- Нуль-пространство: интервью // Свет. — 1991. — № 1.
- Раскрепостить мысль и фантазию // Литейное производство. — 1991. — № 7. — С. 37-38.

### Критика
19 февраля 1969 года в «Литературной газете» опубликована статья доктора физико-математических наук из Института химической физики им. Н. Н. Семёнова АН СССР А. С. Компанейца под названием «Оберегая, а не отстраняясь!» с резкой критикой министерства высшего образования БССР. В статье о теории А. И. Вейника сказано, как о «химерах невежества», «мутных потоках ахинеи».
В апреле 1969 года в журнале «Успехи физических наук» опубликована статья Л. П. Питаевского и И. М. Халатникова «Первый молоток» о А. И. Вейнике, посвящённая его учебнику «Термодинамика» (3-е издание), где говорилось: «Самое удивительное в том, что этот средневековый схоластический бред был издан тиражом 15000 экземпляров и рекомендован Министерством высшего и среднего специального образования БССР в качестве учебного пособия для студентов университетов, технических и педагогических вузов».
Философ науки В. С. Стёпин отмечает:

В конце 1970-х — начале 1980-х гг. член-корреспондент Белорусской академии наук Вейник напечатал ряд одиозных книг, в которых излагал некую «общую теорию движения». Истоком его притязаний было применение им формул теории электрического потенциала при решении ряда задач термодинамики литья. Он посчитал, что открыл универсальные формулы, описывающие любой вид движения. И с этих позиций объявил о революционных изменениях в науке.
В написанном им учебном пособии по физике все прежние знания предлагалось по-новому сформулировать, а поскольку в эти формулировки не укладывалась почти вся современная физика, то теория относительности, квантовая механика были отброшены как несоответствующие новому подходу… Характерно, что на критику он отвечал примерно так: «В науке революционные идеи признаются не сразу, но пройдёт время, и выяснится, что за моими идеями будущее». Такого рода «аргументация» часто используется адептами различных псевдонаучных концепций и современными изобретателями вечного двигателя. Совершенно очевидно, что подобные «революционеры» создают неадекватные образы самой науки…
— В. С. Стёпин Наука и лженаука // Науковедение № 1, 2000 г.
На сайте «Киевская Русь» священником Русской православной церкви Андреем Дерягиным была размещена рецензия двух книг А. Вейника — «Почему я верю в Бога» и «Термодинамика реальных процессов», где, в частности, делался вывод:

Отмеченные в рассматриваемых книгах грубые логические ошибки в рассуждениях и доказательствах, пропаганда результатов оккультной практики как результатов научных экспериментов позволяют сделать предположение о развившейся в результате увлечения оккультизмом деградации автора как учёного-физика. Многочисленные примеры методологически некорректного обращения с текстами Священного Писания выявляют и богословскую его несостоятельность.
Данные книги — не «сокрушительный удар по наивному материализму и атеизму», как утверждал Виктор Иозефович Вейник, а дискредитация Церкви, от имени которой распространяются антинаучные (то есть ложные) знания и проповедуется псевдоправославное оккультное вероучение.
— Свящ. Андрей Дерягин, Андрей Всемирнов Вера и наука. Две книги Виктора Вейника, Наука и Православие // Сайт Киевская Русь, 08.07.2004
Учёный секретарь Института физики НАН Б Роман Шуляковский утверждал, что Вейник решил по образу и подобию термодинамики построить всю теоретическую физику и объяснить «сверхтонкий мир зла».

## Смерть и похороны
Утром 24 ноября 1996 года Альберт-Виктор Вейник был насмерть сбит легковым автомобилем на Октябрьской площади города Минска (около перекрёстка проспекта Ф. Скорины с улицей Энгельса). 27 ноября в Соборе святых апостолов Петра и Павла состоялось его отпевание. Похоронен А. Вейник на кладбище за деревней Крупица в 20 км от Минска по Слуцкому шоссе.

## Память
- Имя А. Вейника носит теоретический семинар города Иваново «На острие времени»[13].
- Фильмы о А. Вейнике:

 — «Академик Альберт Вейник» Документальный фильм телеканала РЕН ТВ «Колесо времени» из цикла «Секретные территории». 2012 г.
 — «Притяжение Альберта Вейника» Документальный фильм телеканала ТРО Союза. 2013 г.